# Ozieryszcze (stacja kolejowa)
Ozieryszcze (biał. Азярышча, ros. Озерище) – stacja kolejowa w Mińsku, na Białorusi. Leży na linii Moskwa – Mińsk – Brześć.